# Генріх Ніккель
Генріх Георг Ніккель (нім. Heinrich Georg Nickel; 5 грудня 1894, Везель — 2 січня 1979, Лінген) — німецький воєначальник, генерал-лейтенант вермахту. Кавалер Лицарського хреста Залізного хреста з дубовим листям.

## Біографія
Учасник Першої світової війни. Після війни вступив у поліцію. 1 серпня 1935 року перейшов у вермахт. З 10 листопада 1938 року — командир 2-го батальйону 26-го піхотного полку. Учасник Польської і Французької кампаній. З 5 грудня 1940 року — командир 2-го батальйону 254-го піхотного полку. З 3 вересня 1941 по квітень 1943 року — командир 502-го гренадерського полку 290-ї піхотної дивізії. Учасник Німецько-радянської війни. З 25 вересня 1943 року — командир 342-ї піхотної дивізії. В січні 1945 року дивізія була розгромлена на Віслу, в березні 1945 року відновлена і потім знищена в Гальбському котлі, а залишки були відведені в Трафемюнде. 24 квітня 1945 року взятий в полон американськими військами. 5 березня 1948 року звільнений.

## Звання
- Однорічний доброволець (17 вересня 1914)
- Лейтенант резерву (18 січня 1917)
- Гауптман поліції (1 листопада 1931)
- Гауптман (1 серпня 1935)
- Майор (1 серпня 1936)
- Оберстлейтенант (1 січня 1940)
- Оберст (17 грудня 1941)
- Генерал-майор (1 січня 1944)
- Генерал-лейтенант (1 липня 1944)

## Нагороди
- Залізний хрест
  - 2-го класу (29 липня 1916)
  - 1-го класу (18 серпня 1916)
- Почесний хрест ветерана війни з мечами
- Медаль «За вислугу років у Вермахті» 4-го, 3-го, 2-го і 1-го класу (25 років)
- Застібка до Залізного хреста
  - 2-го класу (19 вересня 1939)
  - 1-го класу (13 листопада 1939)
- Лицарський хрест Залізного хреста з дубовим листям
  - лицарський хрест (16 червня 1940)
  - дубове листя (№543; 8 серпня 1944)
- Штурмовий піхотний знак в сріблі (14 серпня 1941)
- Медаль «За зимову кампанію на Сході 1941/42» (25 липня 1942)
- Нагрудний знак «За поранення» в золоті (30 серпня 1942)
- Дем'янський щит
- Німецький хрест в золоті (29 березня 1943)
- Двічі відзначений у Вермахтберіхт (30 квітня і 11 листопада 1944)